# Nombre de Biot
Pour les articles homonymes, voir Biot.
Le nombre de Biot (Bi) est un nombre sans dimension utilisé dans les calculs de transfert thermique en phase transitoire.
Il compare les résistances au transfert thermique à l'intérieur et à la surface d'un corps.

## Origine
Ce nombre porte le nom de Jean-Baptiste Biot (1774-1862), physicien français.

## Définition
On le définit de la manière suivante :
{\displaystyle {\mathit {Bi}}={\frac {hL_{C}}{\lambda _{b}}}}
avec :
- h - coefficient global de transfert thermique (W·m-2·K-1)
- LC - longueur caractéristique (m)
- λb - conductivité thermique du corps (W·m-1·K-1)

La longueur caractéristique est habituellement définie par le rapport du volume du corps et de sa surface {\displaystyle {\mathit {L_{C}}}={\frac {V_{corps}}{A_{surface}}}}, ou encore pour une ailette, par le rapport de sa section à son périmètre {\displaystyle {\mathit {L_{a}}}={\frac {S_{ailette}}{P_{ailette}}}}.
Une valeur du nombre de Biot supérieure à 1 signifie que la conduction de la chaleur à l'intérieur du corps est plus lente qu'à sa surface, et que les gradients de température sont non négligeables au sein du corps.
Si le nombre de Biot d'un système est petit devant 1 (on utilisera souvent Bi < 0,1), cela signifie que la résistance interne est négligeable, et donc que la température peut être considérée comme uniforme à l'intérieur du corps.
Une autre version du nombre de Biot (appelé communément nombre de Biot de transfert de masse, Bim) est également utilisée pour décrire les processus de diffusion de masse :
{\displaystyle {\mathit {Bi}}_{m}={\frac {h_{m}L_{C}}{D_{AB}}}}
avec :
- hm - coefficient global de transfert de masse
- LC - longueur caractéristique (m)
- DAB - coefficient de diffusion (m2·s-1)

## Corps thermiquement mince
Si le nombre de Biot d'un corps est petit (Bi < 0,1), on dit qu'il est thermiquement mince.
C’est la résistance superficielle qui limite l’écoulement de la chaleur. On peut alors utiliser l’approximation de la température uniforme pour étudier l’évolution dans le temps de la température.

## Sources
Jean-François Sacadura, Initiation aux Transferts thermiques, Tec & Doc Lavoisier, 2000 [détail de l’édition] (ISBN 2-85206-618-1), p. 47.